# Wypadek na Defiladzie Wojsk Układu Warszawskiego w Szczecinie
Wypadek na defiladzie wojsk Układu Warszawskiego – miał miejsce 9 października 1962 roku w Szczecinie. 7 osób zginęło, a 43 odniosło obrażenia, gdy czołg, nad którym kierowca utracił panowanie, wjechał w tłum widzów.

## Okoliczności zdarzenia
Defilada była pokazem potęgi wojsk sojuszniczych oraz najnowszego sprzętu na ich wyposażeniu, po wspólnych manewrach wojsk Układu Warszawskiego. Podczas defilady zaprezentowano między innymi: czołgi, transportery opancerzone, wyrzutnie rakiet, haubice. Obecni byli przedstawiciele polskich władz: I sekretarz PZPR Władysław Gomułka i minister obrony Marian Spychalski oraz marszałek Związku Radzieckiego Andriej Grieczko. Defiladę obserwowały tłumy mieszkańców miasta, ustawionych wzdłuż trasy przejazdu wojsk biegnącej między innymi przez plac Lenina i aleję Piastów. Wśród widzów znajdowali się także uczniowie szczecińskich szkół wysłani przez władze na defiladę („zapewnienie frekwencji”), by witać żołnierzy sprzymierzonych armii kwiatami.

## Wypadek

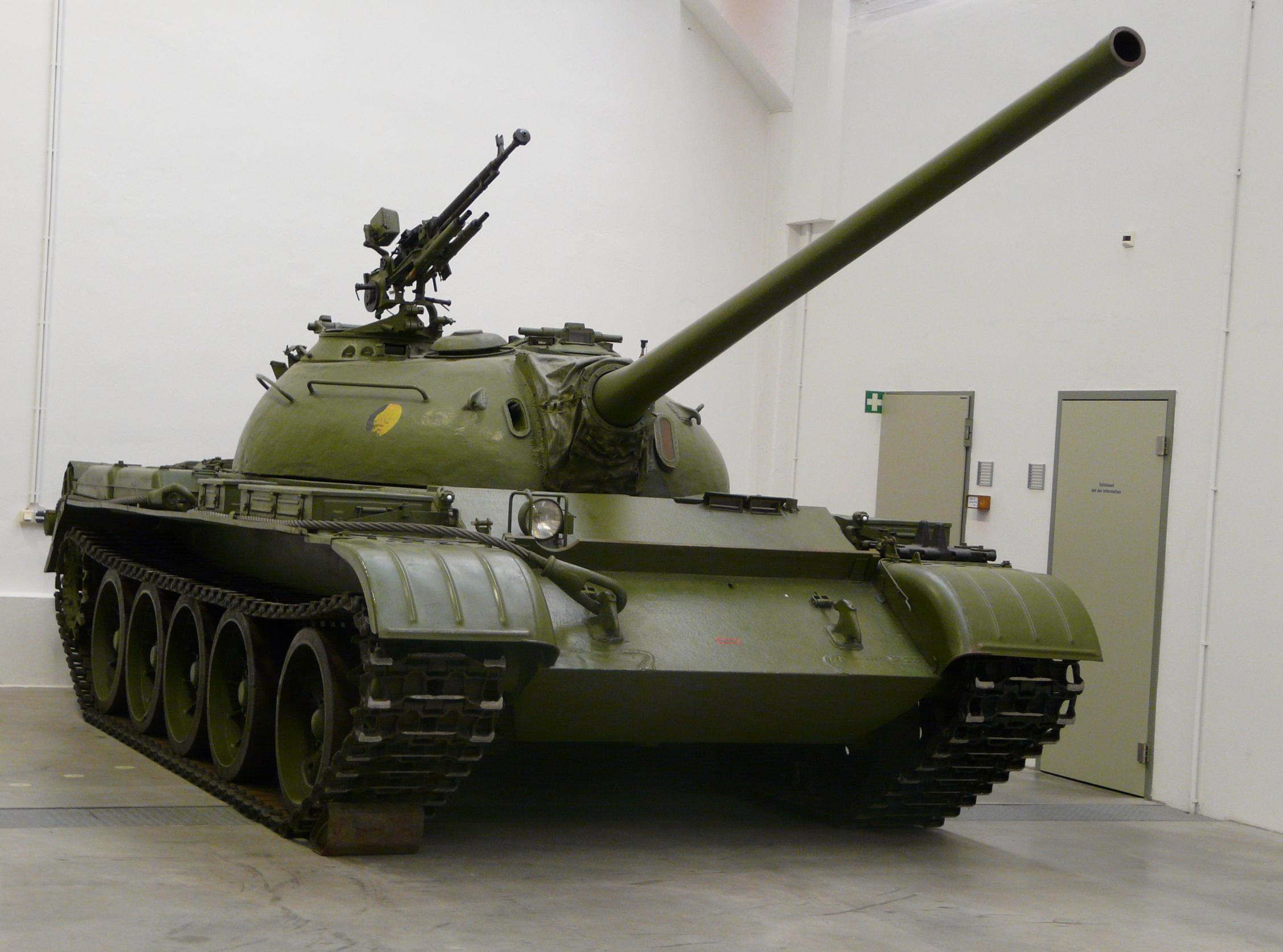
Czołg T-54

Trasa przejazdu wozów opancerzonych i czołgów została źle zabezpieczona, a obserwujący defiladę mieszkańcy miasta zeszli z chodników na jezdnię, zbliżając się do przejeżdżających pojazdów. Do wypadku doszło podczas przejazdu ostatniego polskiego czołgu T-54A (nr taktyczny 0165) z 23 pułku czołgów średnich ze Słubic. Kierowca stracił panowanie nad jadącą z prędkością około 25 km/h maszyną i wjechał w tłum wiwatujących dzieci, w wyniku czego śmierć poniosło siedmioro z nich. Ciężko rannych zostało 21 osób, w tym również dzieci (wiele pozostało inwalidami), a kolejne 22 osoby zostały poturbowane w wyniku paniki, jaka wybuchła wśród osób stojących w bezpośredniej bliskości wypadku. Świadków zdarzenia było co najmniej kilkuset.
Ofiarami śmiertelnymi, według ustaleń IPN były:
- Bogumiła Florczak (lat 8)
- Leszek Kolczyński (lat 9)
- Ryszard Krawczyński (lat 7)
- Henryk Sikuciński (lat 6)
- Ryszard Stachura (lat 9)
- Fryderyk Zawiślak (lat 12)
- Marian Zdanowicz (lat 10)

Według opowieści świadków w wypadku zginąć miały jeszcze trzy inne osoby. Jeden z lekarzy szpitala na Pomorzanach, do którego przewieziono wszystkie ofiary, wspominał 9-letniego Leszka Lipińskiego, który zmarł w trakcie operacji.
Przyczynami katastrofy były najprawdopodobniej błąd kierowcy czołgu oraz niedopilnowanie przez służby porządkowe, aby ludzie nie wchodzili na ulice, którymi jechały czołgi.

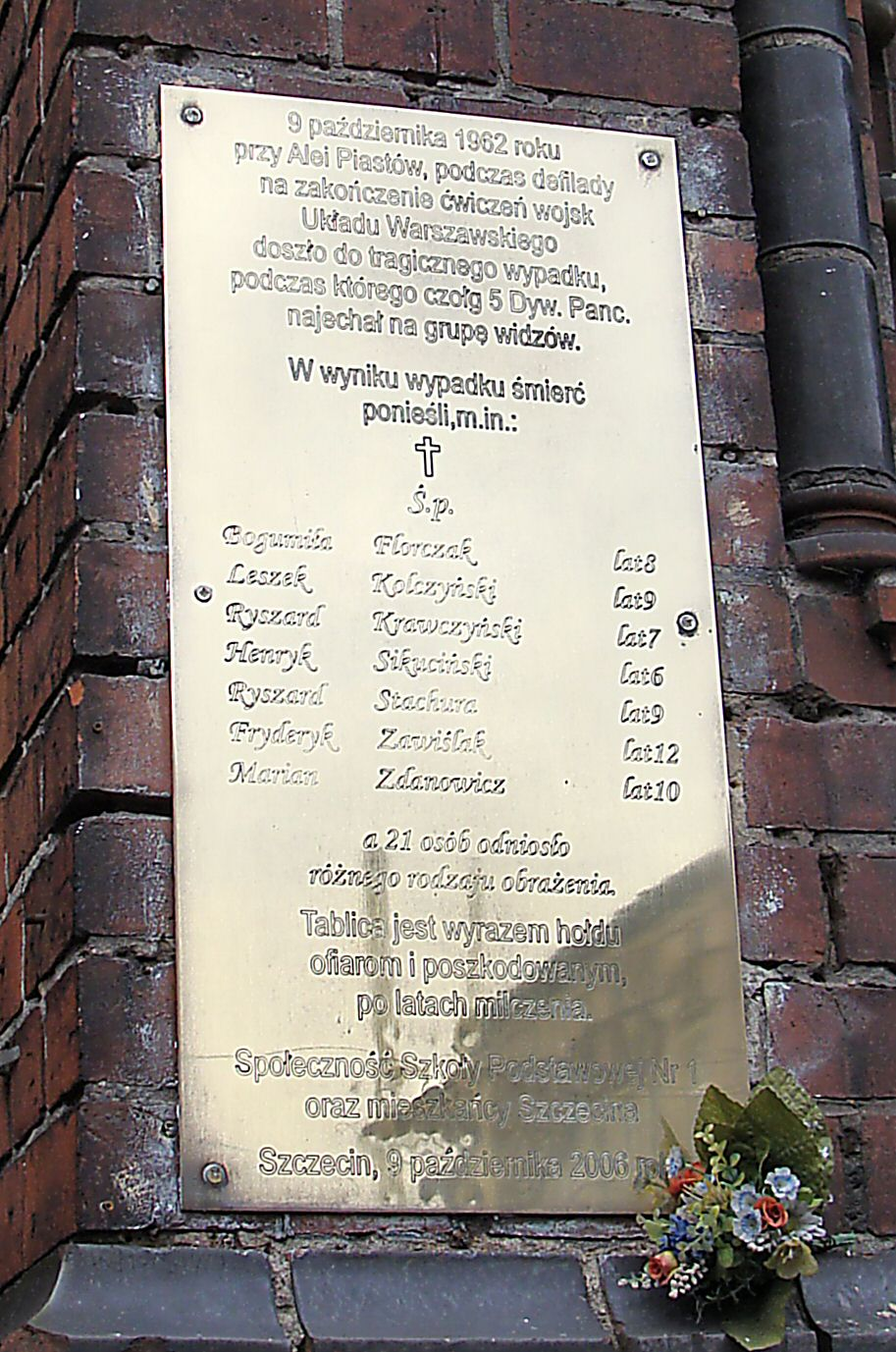
Tablica pamiątkowa na murze Szkoły Podstawowej nr 1, w okolicy której doszło do wypadku. Jej uczniami było czworo z dzieci, które zginęły w wypadku.

## Następstwa wypadku
Zdarzenie starano się wyciszyć dla zachowania jak najlepszego wizerunku sprzymierzonych wojsk. O wypadku poinformował jedynie w lakonicznym komunikacie „Głos Szczeciński”. Informacje o zdarzeniu wymazano z dokumentów szpitalnych ofiar. Świadkom nakazywano milczenie, grożąc odpowiedzialnością za złamanie tajemnicy wojskowej, a samo śledztwo w sprawie wypadku umorzono, nie stwierdzając uchybień w organizacji defilady i uniewinniając kierowcę, gdyż ten nie wjechał na chodnik podczas wypadku.
W 1996 roku powstał reportaż Iwony Bartólewskiej pt. ...i wjechał czołg, zawierający między innymi relacje ofiar wypadku.